# Las Lechuzas
Las Lechuzas är en ort i Mexiko.   Den ligger i kommunen Gómez Palacio och delstaten Durango, i den centrala delen av landet, 800 km nordväst om huvudstaden Mexico City. Las Lechuzas ligger 1 139 meter över havet och antalet invånare är 267.
Terrängen runt Las Lechuzas är platt åt nordost, men åt sydväst är den kuperad. Runt Las Lechuzas är det tätbefolkat, med 308 invånare per kvadratkilometer. Närmaste större samhälle är Gómez Palacio, 16,9 km sydost om Las Lechuzas. Omgivningarna runt Las Lechuzas är i huvudsak ett öppet busklandskap.